# German (obrzęd)
German – obrzęd praktykowany na obszarze północnej i wschodniej Serbii, Bułgarii i Tracji.
Święto obchodzone jest 12 maja. W jego trakcie kobiety lepią z gliny figurkę władcy deszczu Germana, o silnie zaakcentowanych genitaliach. German przystrajany jest kwiatami i opłakiwany jako zmarły. Na drugi dzień figurkę grzebie się nad brzegiem rzeki i odbywa się stypa. Na trzeci dzień German jest wykopywany z grobu i topiony w rzece. Obrzęd ten ma na celu zabezpieczenie przed suszą, gradem i powodzią.